# Lomographa viatica
Lomographa viatica là một loài bướm đêm trong họ Geometridae.